# Batugrottorna

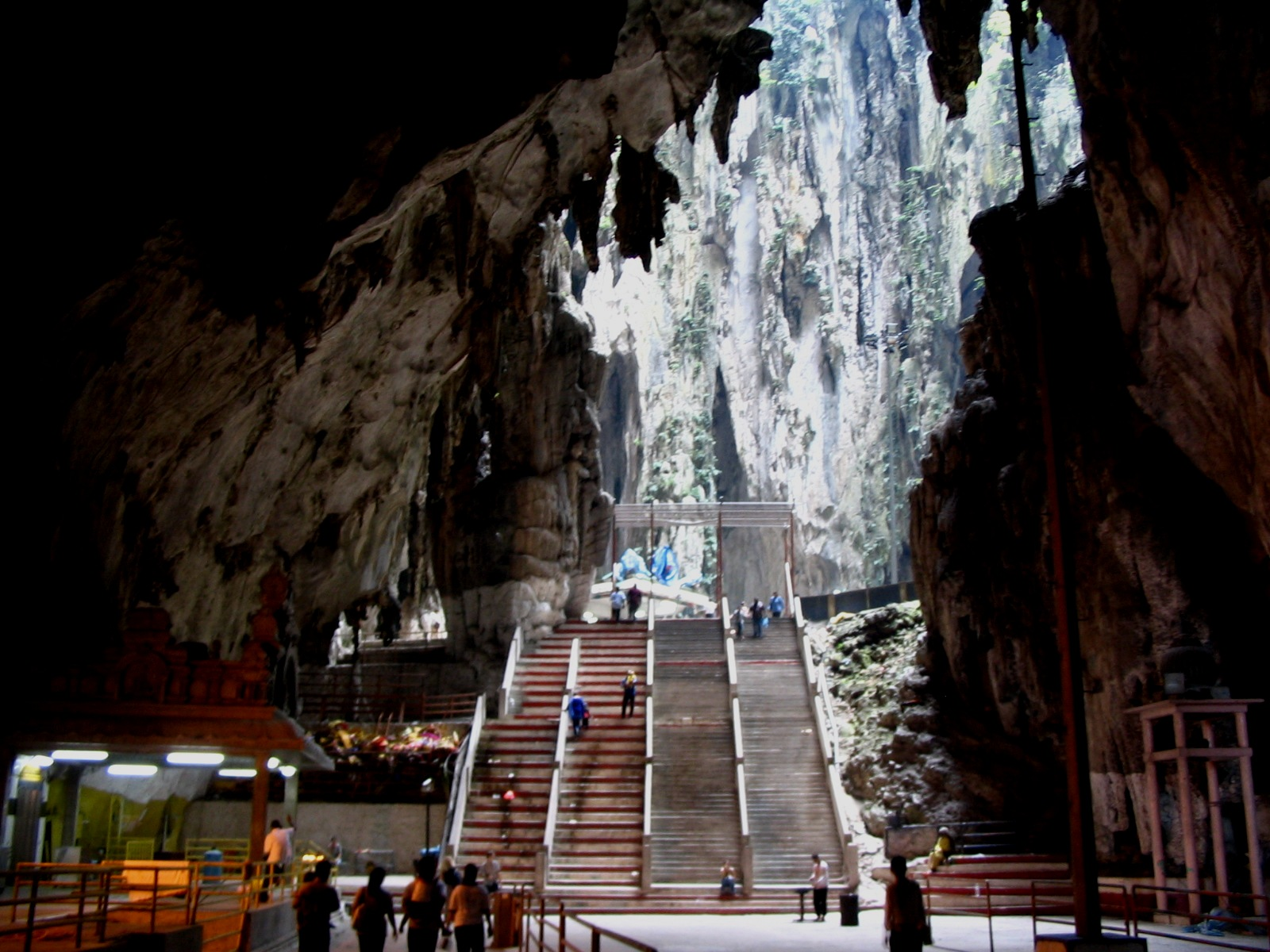
Batugrottorna.

Batugrottorna är namnet på ett berg av kalksten i Gombak i Selangor i Malaysia. Platsen har även ett flertal grottor och tempel.
Batugrottorna är den populäraste heliga platsen för hinduer utanför Indien. Platsen är helgad åt Lord Murugan. Festivalen Thaipusam arrangeras här.